# Litoria exophthalmia
Litoria exophthalmia är en groddjursart som beskrevs av Tyler, Davies och Ken Aplin 1986. Litoria exophthalmia ingår i släktet Litoria och familjen lövgrodor. IUCN kategoriserar arten globalt som livskraftig. Inga underarter finns listade i Catalogue of Life.